# چوبر (شفت)
چوبر یک روستا در ایران است که در شهرستان شفت استان گیلان واقع شده‌است. چوبر ۱٬۲۴۸ نفر جمعیت دارد.

## جمعیت
این روستا در بخش احمدسرگوراب قرار دارد و براساس سرشماری مرکز آمار ایران در سال ۱۳۸۵، جمعیت آن ۱۲۴۸ نفر (۳۳۵ خانوار) بوده‌است.